# Adam Kopczyński
Adam Jakub Kopczyński (ur. 2 sierpnia 1948 w Krakowie, zm. 8 lutego 2021 w Zgierzu) – polski hokeista, olimpijczyk.

## Życiorys
Zawodnik grający na pozycji obrońcy. Reprezentował barwy Cracovii i ŁKS Łódź. W lidze polskiej w latach 1966–1980 i 1985 rozegrał 413 meczów strzelając 131 bramek. W 1980 wyjechał do Belgii, gdzie był grającym trenerem miejscowych drużyn.
W reprezentacji Polski zagrał 107 razy zdobywając 6 bramek. Uczestnik zimowych igrzysk w Sapporo w 1972 oraz 5 turniejów o mistrzostwo świata.

## Odznaczenia
9 listopada 2018 otrzymał Odznakę „Za Zasługi dla Miasta Łodzi” (nadaną uchwałą nr LXXVI/2069/18 Rady Miejskiej w Łodzi z dnia 10 października 2018).